# Eugène Constant
Eugène Louis Constant (8. januar 1901 - 22. oktober 1970) var en fransk roer fra Boulogne-sur-Mer.
Constant vandt sølv i firer med styrmand ved OL 1924 i Paris. De øvrige medlemmer af den franske båd var Louis Gressier, Georges Lecointe, Raymond Talleux og styrmand Marcel Lepan. Der deltog i alt 10 lande i disciplinen, hvor Schweiz og USA tog guld- og bronzemedaljerne. Ved det samme OL deltog han i toer med styrmand, hvor franskmændene blev nr. 4. Det var den eneste udgave af OL han deltog i.
Constant vandt desuden en EM-bronzemedalje i toer med styrmand ved EM 1924 i Zürich.

## OL-medaljer
- 1924:  Sølv i firer med styrmand